# Dentatisyllis kiaorensis
Dentatisyllis kiaorensis är en ringmaskart som först beskrevs av Hartmann-Schröder 1992.  Dentatisyllis kiaorensis ingår i släktet Dentatisyllis och familjen Syllidae. Inga underarter finns listade i Catalogue of Life.